# Bengt Turesson (Bielke)
Bengt Turesson var ett svenskt riksråd. Han omtalas i dokument 1341–1358.

## Biografi
Turesson var son till riksrådet Ture Kettilsson (Bielke) och Sigrid (Sparre). Han var väpnare och riksråd. Turesson nämns åren 1341–1358.

### Egendom
Ägde jord i Norra Vedbo härad i Jönköpings län.

### Familj
Turesson var gift med Ingeborg Magnusdotter (Ulvåsaätten) (död 1390). Hon var dotter till Magnus Gudmarsson (Ulvåsaätten) och Katarina Birgersdotter (Finstaätten). De fick tillsammans barnen Sigrid Bengtsdotter (Bielke) (död 1392) som var gift med hövitsmannen Sune Håkansson (två nedvända sparrar) på Viborgs slott och väpnaren Heyne von Vitzen, Margareta Bengtsdotter (Bielke) (död 1370) som var gift med lagmannen Erengisle Nilsson (Hammerstaätten) i Södermanland, Kristina Bengtsdotter (Bielke) (död före 1386) som var gift med hövitsmannen Gerhard Gerhardsson Snakenborg på Axevalla hus, riksrådet Ture Bengtsson (Bielke) (död 1414) och marskalken Sten Bengtsson (Bielke) (död 1408). Efter Turessons död gifte Ingeborg Magnusdotter (Ulvåsaätten) sig med jarlen Erengisle Sunesson (Bååt).